# Lisa Örtengren
Anna Lisa Ingeborg Örtengren, född 1 november 1945 i Lund, Skåne, död 29 maj 2001 i Västra Frölunda församling,  var en svensk illustratör och författare.
Lisa Örtengren är begravd på Västra Frölunda kyrkogård.

## Priser och utmärkelser
- Wettergrens barnbokollon 1995
- Elsa Beskow-plaketten 1996 [3]